# Ситдиков, Ильяс Альбертович
Ильяс Альбертович Ситдиков (род. 10 февраля 2000, Казань) — российский хоккеист, защитник.

## Биография
Воспитанник казанского «Ак Барса». В сезонах 2016/17 — 2019/20 играл за команду МХЛ «Ирбис». В сезоне 2020/21 выступал в ВХЛ за «Барс». Сезон 2021/22 начал в команде ВХЛ «Ермак», затем перешёл в «Динамо-Алтай». С сезона 2023/24 — в команде чемпионата Белоруссии «Химик» Новополоцк.
Бронзовый призёр хоккейного турнира зимних юношеских Олимпийских игр 2016 года.